# The Crow: Wicked Prayer
Pour les articles homonymes, voir The Crow.
Série The Crow
The Crow 3: Salvation
(2000) The Crow
(2024)
Pour plus de détails, voir Fiche technique et Distribution.
The Crow: Wicked Prayer est un film américain écrit et réalisé par Lance Mungia (en) et sorti en 2005. C'est le quatrième film de la franchise basée sur le comics The Crow créé par James O'Barr. Il s'inspire également d'un roman de Norman Partridge.
En France, il est sorti directement en vidéo.

## Synopsis
Chef d'un gang satanique, Luc Crash assassine l'ancien délinquant Jimmy Cuervo et sa petite amie dans le cadre d'un rituel lui offrant des pouvoirs démoniaques. Ramené d'entre les morts par un corbeau, Jimmy prépare sa vengeance.

## Fiche technique
Sauf indication contraire, les informations mentionnées dans cette section peuvent être confirmées par la base de données cinématographiques IMDb,  présente dans la section « Liens externes ».
- Titre original : The Crow: Wicked Prayer
- Titre français : The Crow: Méchante prière
- Réalisateur : Lance Mungia (en)
- Scénario : Lance Mungia (en), Jeff Most et Sean Hood, d'après le roman The Crow: Wicked Prayer de Norman Partridge (en) et le personnage de The Crow créé par James O'Barr
- Musique : Jamie Christopherson (en)
- Photographie : Kurt Brabbee
- Montage : Dean Holland (en)
- Décors : Fred Andrews
- Costumes : Mandi Line
- Producteurs : Edward R. Pressman et Jeff Most (en)
- Sociétés de production : Dimension Films, Edward R. Pressman Film Corporation, Jeff Most Productions et Fubu Films
- Pays de production :  États-Unis
- Durée : 99 minutes
- Genre : fantastique
- Date de sortie[1] : 
  - États-Unis : 4 juin 2005 (sortie limitée en salles)

## Distribution
- Edward Furlong : Jimmy Cuervo / The Crow
- Tara Reid : Lola Byrne
- David Boreanaz : Luc Crash / Satan
- Yuji Okumoto : Pestilence
- Marcus Chong : War
- Tito Ortiz : Famine
- Danny Trejo : Harold
- Emmanuelle Chriqui : Lilly
- Dennis Hopper : El Niño